# Bad Reputation
Bad Reputation é o álbum de estreia da cantora Joan Jett, lançado em 23 de Janeiro de 1981. Originalmente auto-lançado em 1980, com o nome de Joan Jett, em seguida, relançado pela Boardwalk em 1981, como Bad Reputation. Seu principal single foi "Bad Reputation".

## Faixas
1. "Bad Reputation" (Jett, Ritchie Cordell, Kenny Laguna, Marty Joe Kupersmith)
2. "Make Believe" (Joey Levine, Bo Gentry)
3. "You Don't Know What You've Got" (Jett, Ritchie Cordell, Kenny Laguna)
4. "You Don't Own Me" (John Madara, Dave White Tricker)
5. "Too Bad On Your Birthday" (Charlie Karp, Arthur Resnick)
6. "Do You Wanna Touch Me (Oh Yeah)" (Gary Glitter, Mike Leander)
7. "Let Me Go" (Jett, Ritchie Cordell, Kenny Laguna)
8. "Doing All Right With The Boys" (Gary Glitter, Mike Leander)
9. "Shout" (O'Kelly Isley, Ronald Isley, Rudolph Isley)
10. "Jezebel" (Jett, Kenny Laguna)
11. "Don't Abuse Me" (Jett)
12. "Wooly Bully" (Domingo Samudio)

## Posição nas paradas musicais
| Parada (1982)                  | Melhor posição |
| ------------------------------ | -------------- |
| Austrália (Kent Music Report)  | 45             |
| 76                             |                |
| Estados Unidos (Billboard 200) | 51             |